# Buckleboo
Buckleboo är en ort i Australien. Den ligger i kommunen Kimba och delstaten South Australia, omkring 310 kilometer nordväst om delstatshuvudstaden Adelaide. Antalet invånare är 184.
Trakten runt Buckleboo är nära nog obefolkad, med mindre än två invånare per kvadratkilometer.. Det finns inga andra samhällen i närheten.
Trakten runt Buckleboo består till största delen av jordbruksmark. Genomsnittlig årsnederbörd är 370 millimeter. Den regnigaste månaden är februari, med i genomsnitt 63 mm nederbörd, och den torraste är oktober, med 4 mm nederbörd.